# Guy de Larigaudie
Pour les articles homonymes, voir Boulle.
Guillaume Boulle de Larigaudie, connu sous le nom de Guy de Larigaudie, est un routier scout de France, écrivain, explorateur, conférencier et journaliste français né à Paris le 18 janvier 1908 et mort pour la France le 11 mai 1940 à Musson en Belgique.

## Biographie

### Enfance
Guy de Larigaudie passe une grande partie de son enfance dans la vieille demeure familiale, le manoir des Gérauds, à Saint-Martin-de-Ribérac, dans le Périgord. Il dit aimer cette vie au contact de la nature et la vie traditionnelle du Périgord, qu’il chantera plus tard dans Le Chant de vieux pays.
Lorsque ses parents s’installent à Paris, il fréquente d’abord l’école Rocroy Saint-Léon, 106 rue du Faubourg-Poissonnière, puis à partir de la classe de troisième, le collège de la rue de Madrid, jusqu’au baccalauréat.

### Adolescence
Il entre chez les scouts à la troupe Saint-Augustin 12e Paris en octobre 1923. Il prononce sa promesse dans une clairière de forêt d’Île-de-France six mois plus tard. Totémisé Panthère au beau soleil, il est ensuite chef et routier à la 31e Paris et à la 27e Paris Saint Philippe du Roule. Il s’interroge sur sa vocation et se demande s'il ne sera pas missionnaire. En 1926, il entre au Séminaire d’Issy-les-Moulineaux, mais étouffe bientôt entre ses murs. En l’été 1927, il est obligé de retourner dans le Périgord pour se reposer, et tâcher de trouver un équilibre entre ses aspirations et ses possibilités.
En 1929, ses parents l’envoient à Villard-de-Lans pour tenter d’accélérer une guérison problématique. L’air vivifiant des Alpes lui réussit et il quitte soudain la chaise longue pour une paire de skis ; il finit par retrouver la santé, en même temps qu’il se découvre une vocation pour l’écriture.
En octobre 1930, il effectue son service militaire au 6e régiment de Cuirassiers stationné à Verdun. Il se passionne pour les chevaux, trouvant les officiers « épatants » et ses camarades « de braves types ». Il fait un stage à Saumur et passe au 9e Dragons à Épernay. Guy pense à une carrière militaire. Finalement, il est démobilisé en 1931 et se retrouve sans travail.
En 1930, il refait un séjour à la montagne. C’est à ce moment que naît l’idée de son livre La Légende du ski qu’il publiera en 1940. Il revient ensuite à Paris, où il sera chef de troupe, à Montmartre.

### Journaliste pourScout
À partir de 1933, il collabore régulièrement à la revue Scout des Scouts de France qui publie ses premiers petits contes. Yug - anagramme de son prénom -, son premier roman, est enfin édité.
En 1934, envoyé spécial de sa revue, Guy de Larigaudie rejoint la délégation française invitée au Jamboree scout de Frankston, en Australie. Il embarque à Toulon sur le paquebot Oronsay avec une vingtaine de camarades scouts : Port-Saïd, le canal de Suez, Aden, Colombo… Sydney ; puis le retour via la Nouvelle-Calédonie, Tahiti, Panama, les Antilles, etc.
En 1935, il s’embarque sur le paquebot Normandie à destination des États-Unis, un pays qu’il traversera par trois voies principales : la route d’est en ouest, de New York vers Los Angeles ; la route des Bois Rouges le long des côtes du Pacifique ; la route du Nord, par Grande Prairie, Minneapolis, Détroit jusqu’à Québec. Entre-temps, depuis San Francisco, il fera un voyage dans les îles du Pacifique en 1936.
De ces voyages, il tirera la matière de ses deux livres, Par trois routes américaines et Résonance du Sud.

### Raid automobile Paris-Saïgon
En 1937, accompagné de Roger Drapier, scoutmestre de la 27e Paris (Saint Philippe du Roule), Guy de Larigaudie se lance pour la grande aventure de sa vie : la première liaison automobile Paris-Saïgon, au volant d’une vieille Ford 19 CV 4 cylindres qui affichait 70 000 km, et baptisée Jeannette. Après Genève, Vienne, Budapest, Belgrade, Sofia, ils abordèrent la Palestine puis traversèrent l’Afghanistan et l’Inde avant de se lancer réellement dans l’inconnu, faute de renseignements ou de cartes précises et surtout aux abords de régions accidentées difficiles d’accès. À Saïgon enfin, en 1938, une imposante fête scoute se déroule dans l’enceinte du grand stade en leur honneur. À son retour en France, le 4 juillet 1938 au port de Marseille, Larigaudie raconte son voyage à un journaliste de Radio Paris,.

### Mort
À la déclaration de la Seconde Guerre mondiale, en septembre 1939, Guy de Larigaudie rejoint le dépôt du 11e régiment de cuirassiers au camp de Mailly. Il est affecté sur sa demande à un groupe de reconnaissance à cheval, le 25e groupe de reconnaissance de corps d'armée.
Le 11 mai 1940, lors d’un combat rapproché avec les armées allemandes dans un bois près de Musson dans la région de Virton, en Belgique, Guy de Larigaudie meurt pour la France à 32 ans,.

### Hommages posthumes
La spiritualité de Guy de Larigaudie inspire toujours de nombreux mouvements scouts catholiques dans le monde. 

#### Panthéon
Son nom est mentionné au Panthéon, dans la liste des écrivains morts au cours de la guerre de 1939-1945, sur une plaque apposée à droite de l’autel.

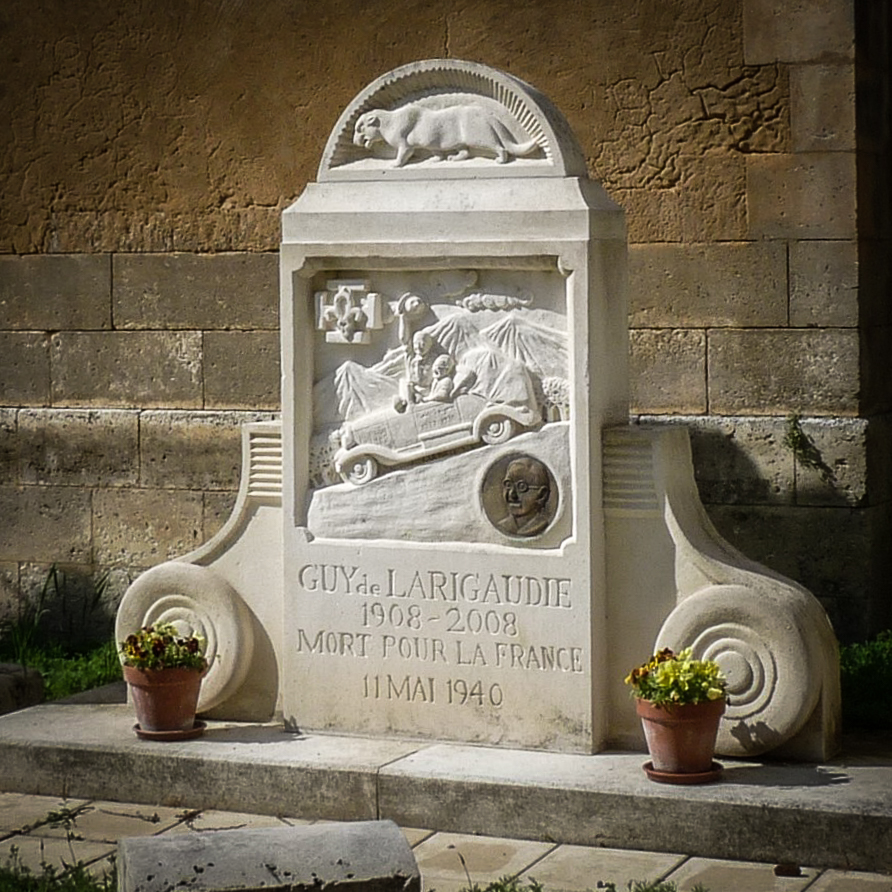
Stèle érigée à l’occasion du centenaire de la naissance de Guy de Larigaudie à Saint-Martin-de-Ribérac.

#### Clan Guy de Larigaudie de Belfort
À Belfort, en octobre 1941, alors que le scoutisme est interdit par l'occupant, une patrouille d'ainés de la 3e Belfort (Troupe Bayard) donne naissance à un clan routier clandestin encore sans nom, que vont rejoindre les ainés des autres troupes de la ville. Au cours de l’été 1942, le clan effectue un camp itinérant clandestin dans le Doubs. Le clan réunit des routiers et des jeunes chefs des unités de la ville. En 1943, il prend officieusement le nom de Guy de Larigaudie. Ce nom devient officiel en 1945. Le Clan entre en unité constituée dans la Résistance à l'automne 1943 derrière ses aumôniers : Maurice Pourchet (1906-2004) évêque de Saint-Flour (1960-1982) et Pierre Dufay (1910-1944) alias Commandant Raten, chef départemental des FFI du Territoire de Belfort. Les routiers participent aux très violents combats autour de Belfort pendant cinq semaines de septembre à novembre 1944. Onze des vingt quatre scouts routiers sont morts pour la France . La médaille de la Résistance française est attribuée au Clan Guy de Larigaudie de Belfort par décret du 24 avril 1946. Le fanion de clan est décoré par Edmond Michelet, ministre des Armées à Belfort le 21 juillet 1946. Depuis cette date, le clan porte foulard rouge à bande noire. Rouge, couleur de la Route. Rouge et noir, couleurs du ruban de la médaille de la Résistance.

#### Mouvement scout
Depuis sa mort, des générations de scouts de tous mouvements ont honoré la mémoire de Guy de Larigaudie et de nombreux groupes scouts en France, en Belgique (à Halanzy) en Allemagne, en Argentine, au Brésil, en Italie, en Pologne, à Singapour ou au Viêt Nam portent toujours son nom.

#### Saint-Martin-de-Ribérac
La mémoire de Guy de Larigaudie est particulièrement entretenue à Saint-Martin-de-Ribérac, où sa dépouille a été transférée après la fin de la Seconde Guerre mondiale, autour de l'association Guy de Larigaudie qui a créé un musée qui rassemble de nombreux témoignages ou objets : L’Escale Guy de Larigaudie. Un circuit pédestre qui traverse les lieux où Guy de Larigaudie a passé sa jeunesse porte également son nom. À l’occasion du centenaire de sa naissance en 2008, une stèle a été érigée au pied de l’église de Saint-Martin-de-Ribérac. À Ribérac, c’est une avenue qui porte son nom.

#### Divers
Le souvenir du raid automobile jusqu'à Saïgon suscitera des vocations d’explorateurs : raid en 2 CV en 2003, ou en side-car en 2017. Ses expéditions ont fait de nombreux émules parmi lesquels Bertrand Poirot-Delpech, Jean Raspail, Dominique Lapierre, Thomas Goisque. 
Une école de Musson en Belgique porte son nom.

## Testament spirituel
Étoile au grand large a été publié en 1943. Bien plus que son œuvre romanesque et journalistique, c’est essentiellement le message spirituel que Guy de Larigaudie a laissé à ses contemporains et aux générations futures, qui a marqué durablement des milliers d’hommes et de femmes. Cette dernière lettre datée du 10 mai 1940, est adressée à une religieuse carmélite. 

« Ma Sœur
Me voici maintenant au grand baroud. Peut-être n’en reviendrai-je pas. J’avais de beaux rêves et de beaux projets, mais n'était la peine immense que cela va faire à ma pauvre maman et aux miens, j’exulterais de joie. J’avais tellement la nostalgie du ciel et voilà que la porte va bientôt s’ouvrir. Le sacrifice de ma vie n’est même pas un sacrifice, tant mon désir du ciel et de la possession de Dieu est vaste.
J’avais rêvé de devenir un saint et d’être un modèle pour les louveteaux, scouts et routiers. L’ambition était peut-être trop grande pour ma taille, mais c'était mon rêve.
Je suis dans une formation à cheval et suis heureux que ma dernière aventure soit à cheval.
Je vous remercie, ma sœur, d'avoir tant prié pour moi et d'avoir si bien suivi pendant douze ans la marche parfois bien tâtonnante de mon âme. Cette prière fidèle qui montait de votre Carmel a été mon soutien et ma sauvegarde. Voulez-vous, lorsque vous apprendrez ma mort, écrire à ma maman pour la consoler. Vous lui direz qu'il ne faut pas qu'elle pleure. Je serai tellement heureux là-haut. Qu'elle pense que je suis parti pour une terre lointaine bien plus belle encore que les îles de corail, où je posséderai la lumière, toute la beauté, tout l'amour dont j'avais tellement, tellement soif.
Voilà, ma sœur, ce que je voulais vous dire. Il n'est plus maintenant que de courir joyeusement ma dernière aventure. »

— Guy de Larigaudie, Étoile au Grand Large, Éditions du Seuil, 1943.

## Publications

### Livres pour la jeunesse
- Yug, éditions Jean de Gigord / Collection Le feu de camp, 1934. Réédition au Édititions Delahaye, 2004.  (ISBN 9782350470009)
- Raa la buse, éditions Jean de Gigord, coll. « Le Feu de camp », 1935.
- L’Îlot du grand étang, éditions Jean de Gigord, coll. « Le Feu de camp », 1936.
- Le Tigre et sa panthère, Alsatia, coll. « Signe de piste », 1937.
- Yug en terres inconnues, éditions Jean de Gigord, coll. « Le Feu de camp », 1938.
- La Frégate aventurière, Alsatia, coll. « Signe de piste », 1938.
- Harka le barzoï, éditions Jean de Gigord, coll. « Le Feu de camp », 1939
- La Légende du ski, ill. de Samivel, Éditions Delagrave, 1940

### Récits de voyages
- Vingt scouts autour du monde, Desclée de Brouwer, 1935.
- Par trois routes américaines, Desclée de Brouwer. 1937.
- Résonances du Sud. Récit de son voyage en Polynésie. Plon, Paris, 1938.
- La Route aux aventures. Récit de son raid automobile de Paris à Saïgon. Plon, Paris, 1939.

### Publications posthumes
- Étoile au grand large, suivi du Chant du vieux pays, testament spirituel, Seuil, Paris, 1943.  (ISBN 2020029650) .
- Le Beau Jeu de ma vie, recueil de correspondances, Seuil, Paris, 1948.  (ISBN 9782020029810)